# جير توليدو
جير توليدو (بالإسبانية: Jair Toledo)‏ هو لاعب كرة قدم بيروفي، ولد في 22 يونيو 1996 في ليما في بيرو.

## وصلات خارجية
- جير توليدو على موقع قاعدة بيانات كرة القدم.إي يو (الإنجليزية)
- جير توليدو على موقع Soccerway.com (الإنجليزية)